# Mamoudou Diallo
Pour les articles homonymes, voir Diallo.
Mamoudou Diallo est un footballeur réunionnais né le 10 mai 1985 qui joue au poste d'attaquant au Saint-Denis Football Club.
Il évolue pour la sélection de la Réunion.

## Palmarès
- Champion de la Réunion en 2009 avec l'US Stade Tamponnaise
- Vainqueur de la Coupe de la Réunion en 2009 avec l'US Stade Tamponnaise
- Vainqueur de la Coupe de l'Outre-Mer avec la Réunion.